# Lasiochlamys trichostemona
Espèce
Synonymes
- Xylosma trichostemona Guillaumin, 1959

Statut de conservation UICN

CD : Dépendant de la conservation
(appellation d’avant 2001)
Lasiochlamys trichostemona est une espèce de plantes à fleurs de la famille des Salicaceae et du genre Lasiochlamys, endémique de Nouvelle-Calédonie. L'espèce est protégée.

## Taxonomie
L'espèce est décrite pour la première fois par André Guillaumin en 1959. Il la classe dans le genre Xylosma sous le nom binomial Xylosma trichostemona qui en constitue le basionyme. En 1974, Hermann Otto Sleumer déplace l'espèce dans le genre Lasiochlamys sous le nom correct Lasiochlamys trichostemona,,.

## Description
C'est un arbuste de 2 à 8 m. Les rameaux sont glabres, noirâtres, couverts de lenticelles proéminentes. Les feuilles sont glabres, avec un pétiole court et épais, elliptiques, un peu coriaces, acuminées au sommet, cordées à la base ; la marge est profondément dentée ; les nervures sont saillantes en dessous.
Les fleurs sont nombreuses sur des fascicules courts axillaires. Les fruits sont globuleux, de 5 mm de diamètre ; ils contiennent 2 à 3 graines lisses. La floraison et la fructification ont lieu d'avril à septembre.

## Habitat et répartition
L'espèce n'est connue que sur la Grande Terre (Nouvelle-Calédonie) sur les Monts Koghis et des environs immédiats. Elle a pour habitat les sous-bois de la forêt dense humide, sur sol plus ou moins profond, sur substrat ultramafique.

## Publication originale
- (en) H. Sleumer, « A concise revision of the Flacourtiaceae of New Caledonia anf the Loyalty Islands », Blumea: Biodiversity, Evolution and Biogeography of Plants, vol. 22, no 1,‎ 1er janvier 1974, p. 127 (ISSN 2212-1676, lire en ligne, consulté le 8 janvier 2021)